# 오위칠십오법
오위칠십오법(五位七十五法)은 부파불교 시대의 설일체유부의 교학에서 모든 존재(일체법)를 다섯 그룹(位)의 75가지 법(法)으로 나눈 것을 가리킨다.
설일체유부의 교학에서 법(法)은. 더 이상 나눌 수 없는, 실체가 있는 존재들로, 이 존재들은 현재 · 과거 · 미래의 삼세에 걸쳐 항상 존재한다. 즉, 법(法)은 현실 세계의 경험을 구성하는 조건 또는 요소로서, 개별적이고도 더 이상 환원 불가능한 독립된 실체(實體, dravya)이다.
이러한 입장에서 설일체유부는 일체법을 색법(色法) 11가지, 심법(心法) 1가지, 심소법(心所法) 46가지, 불상응행법(不相應行法) 14가지, 무위법(無爲法) 3가지의 5위 75법으로 분류하였다. 이 분류에서 3가지 무위법(無爲法)을 제외한 나머지 4위(位), 즉 색법(色法) · 심법(心法) · 심소법(心所法) · 불상응행법(不相應行法)의 총 72가지 법은 모두 유위법(有爲法)이다.
설일체유부의 교학에서 위의 75가지 법은 모두 개별적 실체인데, 특히, 마음의 작용에 해당하는 심소법(心所法) 46가지가 개별적 실체로 설정된 것은 인식론과 윤리론 면에서 설일체유부의 교학의 특징적인 사항이다. 즉, 설일체유부의 교학에서는 마음의 작용에 해당하는 특정한 개별 심소법(心所法: 46가지 중 예를 들어, 무탐無貪 또는 탐貪)이 다른 여러 필요한 조건이 갖추어진 상황에서 마음에 해당하는 심법(心法: 1가지)과 화합할 때, 비로소 특정한 마음 작용(예를 들어, 현실속의 구체적인 무탐無貪 또는 탐貪)이 현실 세계에서 성립된다고 본다.
깨달음 또는 열반의 성취라는 종교적인 면에서 보면, 설일체유부는 무위법 3가지 중에 택멸(擇滅)이라는 실체를 설정하고 있다. 설일체유부의 교학에 따르면, 열반은 "모든 유루법(有漏法: 유위법有爲法이 아님)"에 대해 (수행을 통해) 택멸(擇滅)이라는 실체가 성취되어 "모든 유루법"의 속박력으로부터 벗어날 때 비로소 성취된다. 이런 의미에서 택멸(擇滅)은 사성제의 멸제(滅諦), 즉 열반과 동의어이다.

## 분류
설일체유부의 교학의 5위 75법은 아래의 표와 같다.

## 같이 보기
- 법
- 3과
  - 5온
  - 12처
  - 18계
- 5위100법

## 참고 문헌
- 이 문서에는 다음커뮤니케이션(현 카카오)에서 GFDL 또는 CC-SA 라이선스로 배포한 글로벌 세계대백과사전의 내용을 기초로 작성된 글이 포함되어 있습니다.
- 권오민 (2003). 《아비달마불교》. 민족사.
- 세친 지음, 현장 한역, 권오민 번역. 《아비달마구사론》. 한글대장경 검색시스템 - 전자불전연구소 / 동국역경원. |title=에 외부 링크가 있음 (도움말)
- 운허.  동국역경원 편집, 편집. 《불교 사전》. |title=에 외부 링크가 있음 (도움말)